# District historique de Vista Larga Residential
Le district historique de Vista Larga Residential – ou Vista Larga Residential Historic District en anglais – est un district historique américain à Albuquerque, dans le comté de Bernalillo, au Nouveau-Mexique. Construit dans plusieurs styles architecturaux, parmi lesquels le style Pueblo Revival, il est inscrit au Registre national des lieux historiques depuis le 12 avril 2016.